# Elena Pavel
Elena Pavel  (născută Sîrbu) (n. 1 iunie 1915, satul Samoilovca, în prezent Rudi, raionul Soroca - d. 1 august 1943, Ploiești) a fost o militantă comunistă română.  A activat în U.T.C. și Ajutorul Roșu. A fost întemnițată la Dumbrăveni (1936-1939) și la Văcărești (1942-1943).
În 1934 Elena Pavel a aderat la Uniunea Tineretului Comunist din România. În 1936 ea a fost condamnată la 4 ani de închisoare pentru organizarea demonstrației studențești antifasciste de la Universitatea din Iași. A devenit membru al Partidului Comunist din România în 1939. 
Chiar înainte și în timpul celui de-al Doilea Război Mondial a lucrat în organizația Ajutorul Roșu. În septembrie 1942 a fost condamnată la moarte, dar sentința a fost comutată ulterior la 25 de ani de închisoare. A murit în închisoare în timpul unui bombardament american asupra rafinăriilor germane de la Ploiești.
În perioada 1948-1964, satul Luminița din județul Tulcea a purtat numele de Elena Pavel.
În aproximativ aceeași perioadă, numele de Elena Pavel a fost purtat și de un cinematograf de pe bulevardul Elisabeta (numit pe atunci „6 Martie”) din București.